# Colestenone 5alfa-reduttasi
La colestenone 5alfa-reduttasi è un enzima appartenente alla classe delle ossidoreduttasi, che catalizza la seguente reazione:
5α-colestan-3-one + NADP+ ⇄ colest-4-en-3-one + NADPH + H+